# Isländische Fußballmeisterschaft 1972
Die isländische Fußballmeisterschaft 1972 war die 61. Spielzeit der höchsten isländischen Fußballliga. Die Liga begann am 28. Mai 1972 und endete mit den letzten Spielen am 23. September 1972.
Es nahmen acht Mannschaften an der Meisterschaft teil, die in einer einfachen Hin- und Rückrunde ausgetragen wurde. Fram Reykjavík konnte zum ersten Mal seit zehn Jahren wieder die Meisterschaft gewinnen, Aufsteiger Víkingur Reykjavík schaffte den Klassenerhalt nicht.

## Abschlusstabelle
| Pl. | Verein                    | Sp. | S | U | N  | Tore    | Diff. | Punkte |
| --- | ------------------------- | --- | - | - | -- | ------- | ----- | ------ |
| 1.  | Fram Reykjavík            | 14  | 8 | 6 | 0  | 032:170 | +15   | 22:60  |
| 2.  | ÍB Vestmannaeyja          | 14  | 7 | 4 | 3  | 037:220 | +15   | 18:10  |
| 3.  | ÍB Keflavík (M)           | 14  | 5 | 5 | 4  | 026:240 | +2    | 15:13  |
| 4.  | ÍA Akranes                | 14  | 7 | 1 | 6  | 024:220 | +2    | 15:13  |
| 5.  | Valur Reykjavík           | 14  | 3 | 7 | 4  | 020:220 | −2    | 13:15  |
| 6.  | Breiðablik Kópavogur      | 14  | 5 | 3 | 6  | 016:240 | −8    | 13:15  |
| 7.  | KR Reykjavík              | 14  | 4 | 2 | 8  | 017:260 | −9    | 10:18  |
| 8.  | Víkingur Reykjavík (P, N) | 14  | 2 | 2 | 10 | 008:230 | −15   | 06:22  |

Platzierungskriterien: 1. Punkte – 2. Tordifferenz – 3. geschossene Tore

| (M) | amtierender isländischer Meister     |
| (P) | amtierender isländischer Pokalsieger |
| (N) | Neuaufsteiger                        |

### Kreuztabelle
Die Kreuztabelle stellt die Ergebnisse aller Spiele dieser Saison dar. Die Heimmannschaft ist in der ersten Spalte aufgelistet, die Gastmannschaft in der obersten Reihe. Die Ergebnisse sind immer aus Sicht der Heimmannschaft angegeben.
| 1972                 | Fram Reykjavík | Víkingur Reykjavík | ÍB Vestmannaeyja | ÍB Keflavík | KR Reykjavík | VAL | ÍA Akranes | Breiðablik Kópavogur |
| Fram Reykjavík       |                | 3:3                | 2:0              | 1:1         | 4:0          | 1:1 | 3:0        | 3:1                  |
| Víkingur Reykjavík   | 0:1            |                    | 1:2              | 1:0         | 0:2          | 0:4 | 0:1        | 2:1                  |
| ÍB Vestmannaeyja     | 4:4            | 2:0                |                  | 6:1         | 2:1          | 1:1 | 2:3        | 2:3                  |
| ÍB Keflavík          | 2:3            | 0:0                | 3:3              |             | 2:1          | 3:3 | 2:0        | 3:4                  |
| KR Reykjavík         | 2:2            | 1:0                | 0:4              | 1:3         |              | 2:3 | 0:2        | 0:0                  |
| Valur Reykjavík      | 1:1            | 2:1                | 0:0              | 0:3         | 1:2          |     | 2:2        | 0:1                  |
| ÍA Akranes           | 2:3            | 3:0                | 1:4              | 1:3         | 3:2          | 3:0 |            | 3:0                  |
| Breiðablik Kópavogur | 0:1            | 1:0                | 2:5              | 0:0         | 0:3          | 2:2 | 1:0        |                      |

## Torschützenliste
Die folgende Tabelle gibt die besten Torschützen der Saison wieder.
| Rang | Tore | Spieler               | Verein           |
| ---- | ---- | --------------------- | ---------------- |
| 1.   | 15   | Tomas Palsson         | ÍB Vestmannaeyja |
| 2.   | 11   | Ingi Björn Albertsson | Valur Reykjavík  |
| 2.   | 11   | Eyleifur Hafsteinsson | ÍA Akranes       |
| 4.   | 09   | Steinar Johansson     | ÍB Keflavík      |
| 5.   | 08   | Erlendur Magnusson    | Fram Reykjavík   |
| 5.   | 08   | Atli þor Hedinsson    | KR Reykjavík     |